# Gerhard Krug (Numismatiker)
Gerhard Krug (* 12. August 1899; † 28. August 1978) war ein deutscher Numismatiker.
Krug hatte an der Bergakademie Freiberg Montanwissenschaften studiert und war promovierter Ingenieur. Er widmete sich seit der Schulzeit der Numismatik, hier galt sein Interesse insbesondere der sächsischen Münzgeschichte. Neben zahlreichen Aufsätzen veröffentlichte er eine Monografie über Kippermünzen in Kursachsen, die vorangegangene Arbeiten von Eugen Rahnenführer ergänzte, sowie ein weiteres Werk zu meißnisch-sächsischen Groschen. Ein Manuskript über die sogenannten Klappmützentaler wurde von ihm fertiggestellt, aber nach seinem Tod nicht mehr veröffentlicht.

## Veröffentlichungen (Auswahl)
Monografien
- Die kursächsischen Kippermünzen. Ergänzungen zu E. Rahnenführer. (= Werner Coblenz [Hrsg.]: Veröffentlichungen des Landesmuseums für Vorgeschichte Dresden. Band 11). Deutscher Verlag der Wissenschaften, Berlin 1968, urn:nbn:de:bsz:14-db-id18391933874.
- Die meißnisch-sächsischen Groschen (= Werner Coblenz [Hrsg.]: Veröffentlichungen des Landesmuseums für Vorgeschichte Dresden. Band 13). Deutscher Verlag der Wissenschaften, Berlin 1974, urn:nbn:de:bsz:14-db-id18786688892.

Zeitschriftenbeiträge und andere Veröffentlichungen
- Die Handels- und Messestadt Leipzig zur Kipperzeit 1620–1623. Verlag der Münzhandlung A. Riechmann, Halle 1939.
- Der Einfluß der sächsischen Münzordnungen von 1444 und 1456 auf die fremde Gegenstempelung Meißener Groschen. In: Hamburger Beiträge zur Numismatik. Band 2, Nr. 6–7, 1952/1953, S. 85–89.
- Die sächsischen Groschen, Pfennige und Heller um die Mitte des 15. Jahrhunderts. In: Hamburger Beiträge zur Numismatik. Band 2, Nr. 6–7, 1952/1953, S. 90–103.
- Die sächsischen Groschen, Pfennige und Heller in der 2. Hälfte des 15. Jahrhunderts. In: Hamburger Beiträge zur Numismatik. Band 5, Nr. 16, 1962, S. 285–305.
- Einige Betrachtungen zur meißnisch-sächsischen Münzgeschichte. In: Hamburger Beiträge zur Numismatik. Band 7, Nr. 21, 1967, S. 153–164.
- Die ersten ab 1500 auf innerdeutschem Boden als Währungsgeld geschlagenen Talergepräge. In: Hamburger Beiträge zur Numismatik. Band 7, Nr. 22–23, 1968–1969, S. 491–506.